# Meringopus punicus
Meringopus punicus là một loài tò vò trong họ Ichneumonidae.